# Michael D. Shear
Michael D. Shear   () és un periodista nord-americà, corresponsal a la Casa Blanca per al New York Times. Abans va treballar a The Washington Post, on va formar part de l'equip guanyador del premi Pulitzer que va cobrir la matança a Virgínia Tech del 2007. Apareix regularment a les cadenes CNN i MSNBC.

## Biografia
Shear es va criar a la Badia de San Francisco. El 1990 es va llicenciar en arts pel Claremont McKenna College i, més tard, va rebre un màster en polítiques públiques (public policy) de l'Escola de Govern John F. Kennedy de Universitat Harvard.

## Carrera
La carrera de periodisme de Shear va començar l'any 1989, quan era un estudiant universitari, com intern a l'oficina de Washington de Los Angeles Times cobrint audiències al Capitol Hill i altres històries d'alt perfil, com ara el judici d'Oliver North. Després de graduar-se, va treballar breument com a reporter per a San Jose Mercury News abans de tornar a l'educació a temps complet per cursar el màster.
El 1992 va reprendre les tasques de reporter, escrivint primer per a The Tampa Tribune abans d'assumir un paper més permanent com a reporter a The Washington Post el 1992. Va formar part de l' equip que va guanyar un premi Pulitzer el 2008 per la cobertura de la matança de Virgínia Tech.
El 2010, es va traslladar a l'oficina de Washington del The New York Times com a corresponsal polític. Va cobrir la campanya de reelecció de Barack Obama el 2012 i el 2013 va tornar al seu paper de corresponsal a la Casa Blanca. Va cobrir les eleccions presidencials de 2016. Després de les eleccions, Shear va informar sobre la política interna i sobre el president Donald J. Trump. També va fer aparicions regulars com a comentarista polític a la ràdio i la televisió.
El seu llibre, Border Wars: Inside Trump's Assault on Immigration, escrit conjuntament amb Julie Hirschfeld Davis, va ser publicat per Simon & Schuster l'octubre de 2019.